# Porzellanfabrik Arno Fischer

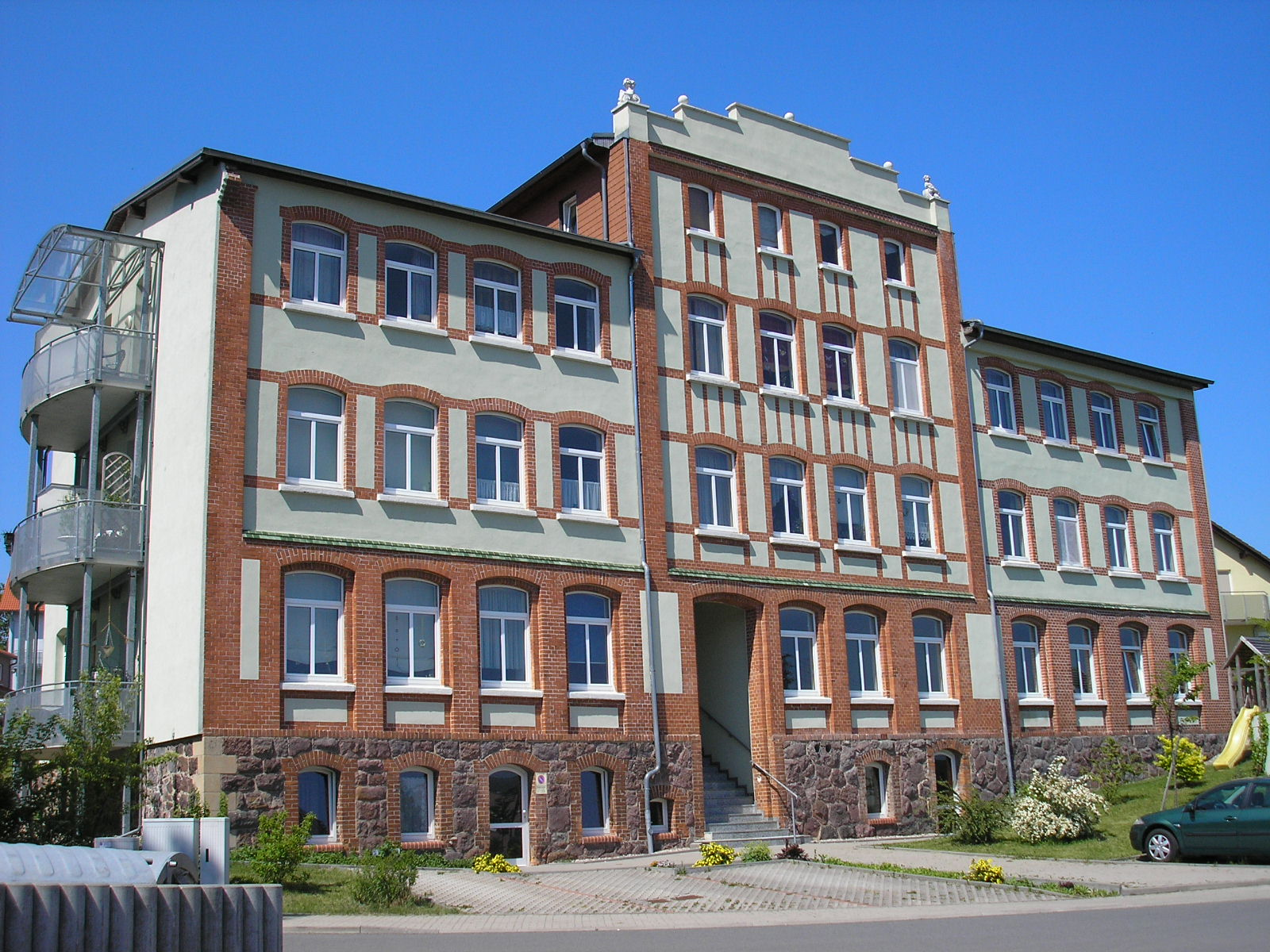
Ehemaliges Fabrikgebäude

Die Porzellanfabrik Arno Fischer war ein deutscher Porzellanhersteller, der von 1906 bis 1974 in Ilmenau (Thüringen) existierte. Sie war die kleinste der vier Ilmenauer Porzellanfabriken.

## Geschichte
Die Fabrik wurde am 4. Dezember 1906 von Arno Fischer in Ilmenau gegründet. Ihr Werk bezog sie in der damaligen Friedrichstraße (heute Fischerweg nach dem Fabrikgründer Arno Fischer) im Osten Ilmenaus, wenig nördlich des Bahnhofs. Das Fabrikgebäude steht an einem Hang, sodass seine repräsentative Fassade schon von weitem erkennbar ist. 1937 hatte die Fabrik über 100 Mitarbeiter, zwischen 1945 und 1974 arbeiteten etwa 125 Menschen in der Fabrik.
Produziert wurden bei Arno Fischer zahlreiche verschiedene Artikel, darunter viele Figuren,  Nippesgegenstände, Lampen, Sanitärausstattungen (Wasch- und Toilettenbecken), Vasen und Reklameschalen, später aber vermehrt auch gewöhnliches Haushaltsporzellan.
Ab 1921 führte Arno Fischer das Unternehmen gemeinsam mit seinem Sohn, Gerhard Fischer, der nach dem Zweiten Weltkrieg alleiniger Besitzer des Unternehmens war. Er sah in den Rahmenbedingungen der Planwirtschaft jedoch keine Zukunft für seine Fabrik und verließ die DDR deshalb 1950. Daraufhin fiel die Porzellanfabrik an die Treuhandverwaltung, welche diese 1952 in einen Volkseigenen Betrieb umwandelte und ihn in „VEB Ilmenauer Zier- und Werbeporzellanfabrik“ umbenannte. Am 1. Januar 1961 wurde der VEB in das Kombinat Henneberg-Porzellan eingegliedert. Als das Kombinat 1973 sein neues Werksgelände am Eichicht in Ilmenau bezog, wurde die alte Fabrik von Arno Fischer 1974 geschlossen.
Das Fabrikgebäude ist heute noch erhalten. Es wurde zu einem Mietshaus umfunktioniert und steht unter Denkmalschutz.